# Los Girasoles, Baja California
Los Girasoles är en ort i Mexiko.   Den ligger i kommunen Tijuana och delstaten Baja California, i den nordvästra delen av landet, 2 300 km nordväst om huvudstaden Mexico City. Los Girasoles ligger 202 meter över havet och antalet invånare är 698.
Terrängen runt Los Girasoles är huvudsakligen kuperad, men västerut är den platt. Runt Los Girasoles är det tätbefolkat, med 913 invånare per kvadratkilometer. Närmaste större samhälle är Tecate, 17,9 km nordost om Los Girasoles. Omgivningarna runt Los Girasoles är i huvudsak ett öppet busklandskap.